# Lignotúber
Un lignotúber és una estructura que, en algunes plantes, hi ha a la part del tronc d'on suten les arrels i que serveix per evitar la destrucció completa de la planta en cas d'incendi forestal. El lignotúber es presenta com un inflament que està format principalment per una substància de reserva (el midó)
El lignotúber conté borrons des dels quals, molt aviat després del foc, poden sortir les noves tiges dels arbres que tenen aquesta estructura de les arrels. El midó emmagatzema una suficient quantitat de nutrients per a poder suportar un període de creixement en absència de fotosíntesi.
Entre les plantes que disposen de lignotuber hi ha les alzines, alguns Eucaliptus com Eucalyptus marginata, plantes del gènere Banksia i moltes altres.